# Haworthia wittebergensis
Haworthia wittebergensis és una espècie del gènere Haworthia de la subfamíliade les asfodelòidies.

## Descripció
Haworthia wittebergensis creix sense tija i brota lentament. Les fulles són estretes i estretes de 20 a 30 formen una roseta amb un diàmetre de fins a 3 cm. Les fulles abasten clarament les tiges. El limbe foliar és de color verd grisenc i fan fins a 15 cm de llargada i 0,8 cm d'amplada. La superfície de la fulla és coriàcia. Hi ha espines blanques a la punta de la fulla i a la quilla de la fulla.
La inflorescència és esvelta i dispersa amb una llargada de fins a 30 cm i consta entre 15 a 20 flors. Les flors són blanques i tenen una vena verda i estan disposades de manera dispersa.

## Distribució
Haworthia wittebergensis està estesa a la província sud-africana del Cap Occidental, prop de Laingsburg, a les muntanyes de Witteberg.

## Taxonomia
Haworthia wittebergensis va ser descrita per Winsome Fanny Barker i publicat a Journal of South African Botany.8: 245, a l'any 1942.
Etimologia
Haworthia: nom en honor del botànic britànic Adrian Hardy Haworth (1767-1833).
wittebergensis: epítet geogràfic que fa referència a l'aparició de l'espècie a les muntanyes Witteberg, Sud-africa.